# Красногвардейское сельское поселение (Крым)
Красногвардейское се́льское поселе́ние (укр. Красногварді́йське сільське поселення, крымскотат. Къурман кой юрту, Qurman köy yurtu) — муниципальное образование в Красногвардейском районе Республики Крым России.
Административный центр — посёлок городского типа Красногвардейское (учитываемый Крымстатом как сельский населённый пункт).

## История
В 1957 году был образован Красногвардейский поселковый совет.
Сельское поселение образовано в соответствии с законом Республики Крым от 5 июня 2014 года.

## Население
| 2001    | 2014    | 2015    | 2016    | 2017    | 2018    | 2019    |
| ------- | ------- | ------- | ------- | ------- | ------- | ------- |
| 11 918  | ↘11 874 | ↗11 909 | ↗12 061 | ↗12 125 | ↘11 993 | ↘11 862 |
| 2020    | 2021    |         |         |         |         |         |
| ↘11 741 | ↗11 851 |         |         |         |         |         |

## Состав сельского поселения
| № | Населённый пункт  | Тип населённого пункта      | Население |
| - | ----------------- | --------------------------- | --------- |
| 1 | Красногвардейское | пгт, административный центр | ↘11 073   |
| 2 | Видное            | посёлок                     | ↗778      |